# Rozszerzenie powłoki systemu Windows
Rozszerzenie powłoki systemu Windows (ang. Windows Shell Extension) – obiekty COM rozszerzające funkcjonalność standardowej powłoki systemu Windows, czyli Eksploratora Windows.
Rozszerzenia powłoki zostały podzielone na dwa rodzaje:
- Shell Extension Handlers – rozszerzenia, które powłoka systemowa odpytuje w przypadku wystąpienia określonych zdarzeń. Umożliwiają one między innymi na utworzenie dodatkowych ikonek zależnie od stanu danego pliku, rozszerzanie menu – zarówno kontekstowego, jak i występującego przy zdarzeniach upuszczania plików.
- Namespace Extensions – umożliwiają utworzenie wirtualnych folderów wewnątrz których twórca rozszerzenia może częściowo kontrolować poszczególne części interfejsu Eksploratora Windows, takie jak menu, paski narzędziowe, pasek stanu oraz widok drzewa (po lewej stronie) i widok folderu (po prawej stronie).